# Оруро
Ору́ро (исп. Oruro, айм. Ururu, кечуа Uru Uru, Ururu) — столица одноимённого департамента в Боливии.
Город находится на высоте 3710 м над уровнем моря. С населением около 210 тысяч человек занимает шестое место в Боливии.
До закрытия шахт в начале 1990-х годов Оруро был важным центром горнодобывающей промышленности страны. Здесь вырабатывали олово, серебро, золото, вольфрам, сурьму, серу, буру и медь.
В наши дни приобретают всё большее значение сельское хозяйство, производство керамики и металлообрабатывающая промышленность. Оруро, который связан с другими крупными городами страны первой железнодорожной линией Боливии, до сих пор является важным транспортным узлом. Важные дороги страны ведут через город, что способствует его развитию.

## Культура
Оруро, названный по местному индейскому племени, славится своим карнавалом, который в 2001 году был включён в список ЮНЕСКО. В нём сохранены элементы доколумбовской религии индейцев региона.

## Транспорт
Через Оруро проходит шоссе № 1, соединяющее его со столицей Боливии Ла-Пасом на севере и городом Потоси на юге. Помимо шоссе, в Ла-Пас ведёт железная дорога, от которой на северо-восток отходит ветка, связывающая город Оруро с городом Кочабамба. В южном направлении от Оруро отходит «Железная дорога из Антофагасты в Боливию», конечным пунктом которой является чилийская Антофагаста.

## Города-побратимы
- США: Солт-Лейк-Сити
- Чили: Икике

## Памятники
- Статуя Девы Марии. Открыта в 2013 году[1].